# Binu Seru

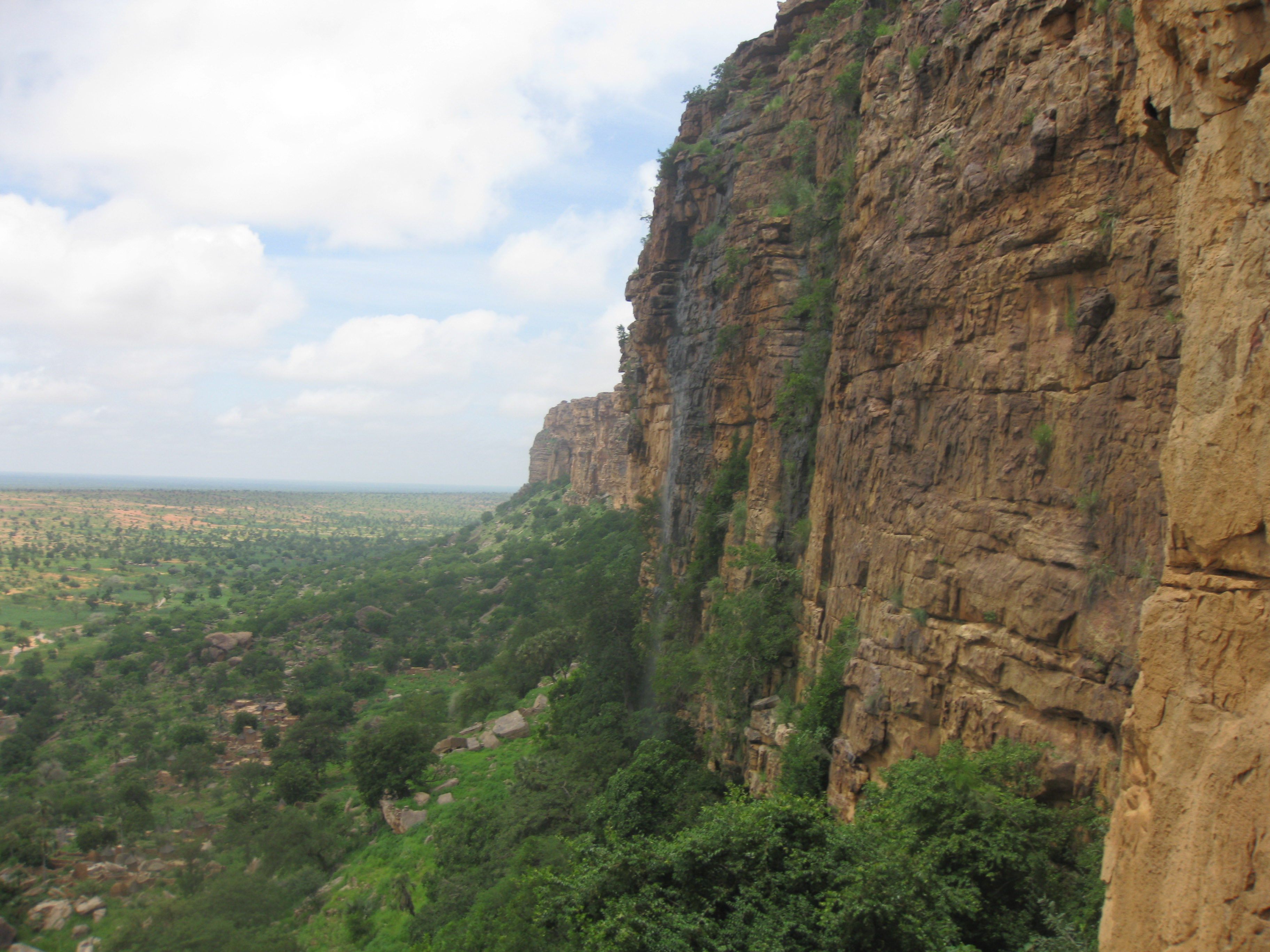
Falla de Bandiagara en la frondosa época de lluvias.

Binu Seru es una divinidad dogón. Los dogón son un grupo étnico localizado principalmente en los distritos de Bandiagara y Douentza en Mali, África Occidental. Sus creencias religiosas son complejas y variables, y se basan en la adoración de los ancestros y una serie de espíritus que han ido adquiriendo forma desde su misterioso hogar original hasta los acantilados de Bandiagara. Binu Seru es uno de los cuatro gemelos primordiales del mito de la creación dogón. Su culto tiene como finalidad atraer el favor de los ancestros, que se manifiestan en ocasiones a través de un animal o una planta.

## El culto de Binu Seru
El culto de los binu es una práctica totémica muy compleja relacionada con el mito dogón de la creación del mundo. En un principio, Amma, dios celeste creador del universo, creó una especie de "huevo del mundo" en el que colocó las semillas de dos gémelos andróginos; pero antes de que se completara la gestación, uno de ellos escapó con un trozo de placenta y ésta se transformó en la Tierra, su madre. El gemelo, buscando desesperadamente a su compañero, se rebeló contra el orden universal, provocando el caos. Amma, para restablecer el orden, tuvo que sacrificar a Nommo, el otro gémelo varón, Su sangre se convirtió en los astros, los animales y las plantas comestibles. 
Amma colocó a Nommo y todos los elementos de la creación, más las cuatro parejas de ancestros primordiales de la humanidad en un arca y la bajó a la tierra. En ese momento, el sol empezó a recorrer el cielo y las cosechas empezaron a prosperar. Nommo dio a los ancestros la propiedad de hablar a través de Binu Seru, uno de los cuatro gemelos primordiales. Éste se la comunicó a sus hermanos mediante un tambor. 

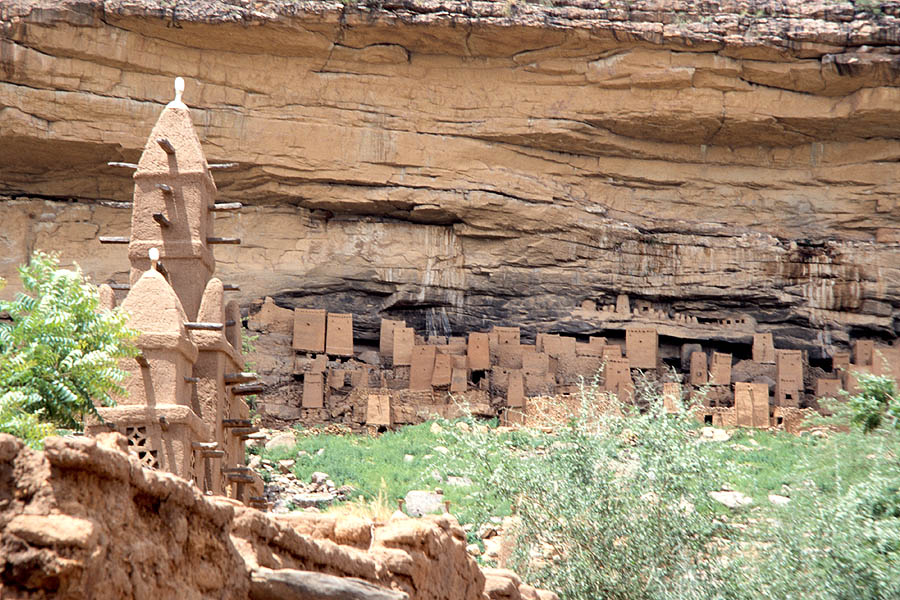
Mezquita y minarete dogones.

Una forma simplificada de explicar la existencia de santuarios Binu a lo largo y ancho del territorio dogón dice que cuando Amma sacrificó a Nommo, desmembró su cuerpo y lo dispersó por todo el mundo. En todos los lugares donde cayó un pedazo de Nommo se fundó un santuario Binu.
Hay tres cultos principales entre los dogón, el de Awa, el de Lebe y el de Binu. El de Awa es el culto de la muerte, cuyo propósito es recordar las consecuencias de la muerte de uno de los gemelos, Dyongo, primer ser humano en morir tras incumplir la norma sagrada. Sus adoradores, que solo son varones -los awa- danzan con máscaras y tallas profusamente adornadas durante los funerales. Hay 78 tipos de máscaras rituales concebidas para que los difuntos descansen en paz en los altares familiares. Cada sesenta años, la sociedad de las máscaras realiza una gran ceremonia, el sigui, para honrar a Dyongo.

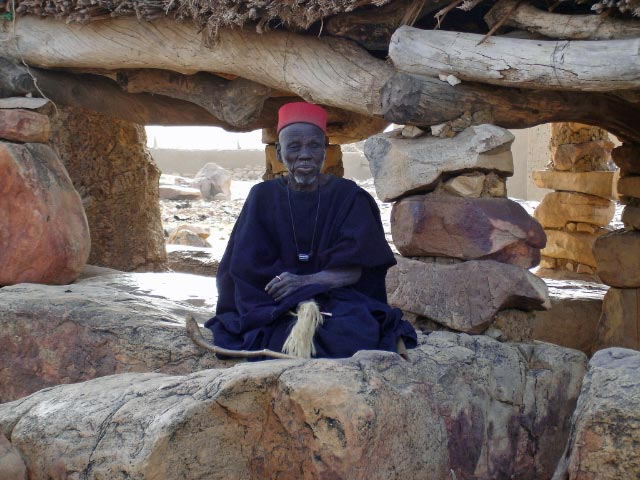
Hogon.

El culto de Lebe, la diosa Tierra, está relacionado con el ciclo agrícola. En todos los pueblos dogón hay un santuario Lebe. El santuario está a cargo del líder espiritual de la aldea, el hogon, sacerdote principal de la deidad. Se dice que Lebe visita al hogon cada noche en forma de serpiente para purificarlo y darle fuerza e inspiración.
Los santuarios binu no solo contienen las partes del Nommo, sino que también son el hogar de los espíritus de los antepasados míticos que vivieron antes de que la muerte apareciera entre la humanidad. Los espíritus binu se dan a conocer a sus descendientes en forma de animal que intercede en defensa del clan y se convierte en su tótem. El sacerdote de cada binu mantiene el santuario y realiza los sacrificios necesarios con animales y mijo para interceder ante el antecesor inmortal y que su fuerza pase a los dogones.